# Fabryka braci Briggs
Fabryka braci Briggs to fabryka – przędzalnia wełny założona w miejscowości Marki pod Warszawą w końcu XIX wieku przez pochodzących z Anglii przedsiębiorców – braci Briggs.

## Historia

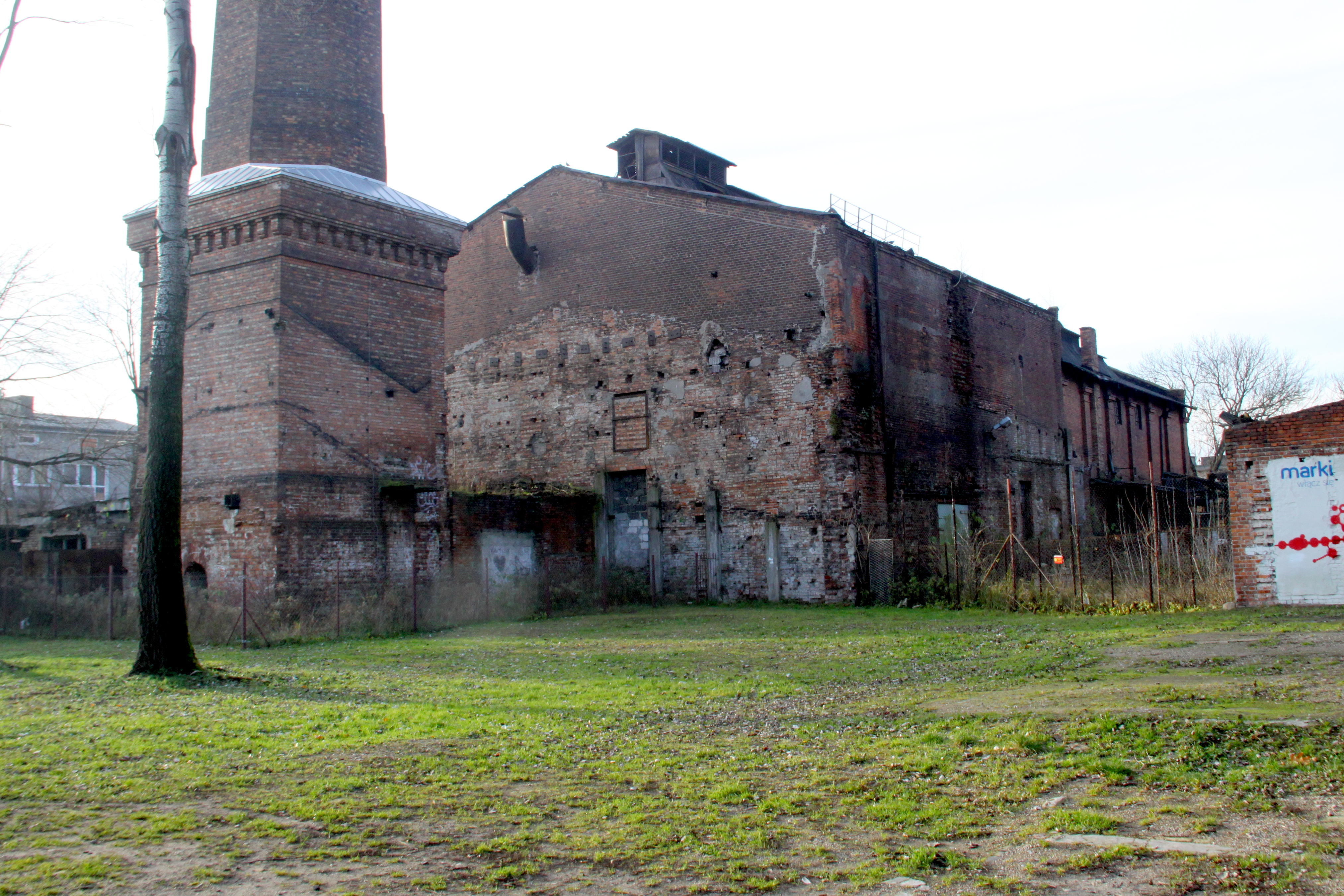
Zabudowania fabryki od południowego wschodu w roku 2017. Z lewej strona widoczna podstawa komina

W roku 1883 tereny należące wcześniej do spółki udziałowej pod nazwą „Folwark i cegielnia wójtostwa Marki” zakupili pochodzący z przemysłowego miasta Bradford angielscy przedsiębiorcy – bracia Edward, Alfred i John Briggs i już w marcu rozpoczyna się budowa wielkiej fabryki.
W roku 1884 grupa przedsiębiorców angielskich działając pod firmą „Briggs, Posselt i spółka” uruchomiła w Markach jedną z największych i najnowocześniejszych wówczas przędzalni wełny w Europie Środkowo-Wschodniej, produkującą głównie na rynek rosyjski, który po 1850 stał się dostępny także dla produktów z Królestwa Kongresowego (napływ taniej siły roboczej możliwy był dzięki uwłaszczeniu chłopów w 1864). Już na początku istnienia firmy wycofał się Ernest Posselt i firma zmienia nazwę na „E. Briggs, Bros & Co”.
Wyrabiano tu przędzę czesankową i przędzę wełnianą farbowaną i była to jedna z pierwszych fabryk w Królestwie posiadających oświetlenie elektryczne (1893).
Bracia Briggs zbudowali także w Markach m.in. osiedle robotnicze oraz budynek szkoły elementarnej – obecnie będący siedzibą Mareckiego Ośrodka Kultury. Uruchomienie w roku 1897 linii kolei konnych łączących Targówek z Pustelnikiem, przekształconej w 1899 w trakcję parową i przedłużonej do Radzymina przyczyniło się do dalszego rozwoju miejscowości. Marecka Kolejka Dojazdowa przestała funkcjonować w 1974.
W roku 1904 poświęcono zbudowany w stylu neogotyckim kościół pod wezwaniem św. Izydora Oracza, który przejął funkcje służącego wcześniej mieszkańcom drewnianego kościółka w Grodzisku, zbudowany także dzięki wkładowi braci Briggsów. Przed I wojną światową przędzalnia dysponowała jedną z najnowocześniejszych na Mazowszu elektrowni o mocy 1565 kW, wytwarzającej prąd trójfazowy o napięciu 220 i 500 V.
W 1911 po śmierci starszych braci właścicielem zostaje Alfred Briggs, który umiera w 1925. W tym czasie pozycja fabryki na rynku była już zdecydowanie gorsza niż w na początku jej funkcjonowania.
W 1945 zakłady przeszły na rzecz Skarbu Państwa i już w 1950 rozebrano bocznicę kolejową do fabryki. Obecnie w budynkach pofabrycznych mieszczą się magazyny.